# جورجي دي سيلفا
جورجي دي سيلفا (1 أكتوبر 1975 بساو باولو في البرازيل - ) هو مدرب كرة قدم ولاعب كرة قدم برازيلي في مركز الوسط. لعب مع أرسنال تولا وبوهانغ ستيلرز ونادي سون هي ونادي سيتيزن ونادي غوياس ونادي كريليا سوفيتوف سامارا ونادي كورينثيانز ونادي كورينثيانس ألاغوانو وكومرسيال ‏ ومكابي بتاح تكفا.